# Liste der Kulturdenkmale in Ascheffel
In der Liste der Kulturdenkmale in Ascheffel sind alle Kulturdenkmale der schleswig-holsteinischen Gemeinde Ascheffel (Kreis Rendsburg-Eckernförde) und ihrer Ortsteile aufgelistet (Stand: 10. März 2025).

## Legende
In den Spalten befinden sich folgende Informationen:
- Objekt-ID: die Nummer des Kulturdenkmales
- Lage: die Adresse des Kulturdenkmales und die geographischen Koordinaten. Kartenansicht, um Koordinaten zu setzen. In der Kartenansicht sind Kulturdenkmale ohne Koordinaten mit einem roten Marker dargestellt und können in der Karte gesetzt werden. Kulturdenkmale ohne Bild sind mit einem blauen Marker gekennzeichnet, Kulturdenkmale mit Bild mit einem grünen Marker.
- Offizielle Bezeichnung: Bezeichnung des Kulturdenkmales
- Beschreibung: die Beschreibung des Kulturdenkmales
- Bild: ein Bild des Kulturdenkmales

## Bauliche Anlagen
| Objekt-ID    | Lage                         | Offizielle Bezeichnung | Beschreibung | Bild                             |
| ------------ | ---------------------------- | ---------------------- | --- | -------------------------------- |
| 491 Wikidata | (54° 25′ 2″ N, 9° 41′ 25″ O) | Bismarck-Denkmal       | Das Denkmal zeigt Otto von Bismarck und gehört zu den zahlreichen Bismarckdenkmalen, die seit 1868 in Deutschland errichtet wurden. Alteintragung (Aktualisierung vorgesehen) - Begründung: Alteintragung (Aktualisierung vorgesehen) - Schutzumfang: Alteintragung (Aktualisierung vorgesehen) - Denkmaltyp: Bauliche Anlage | weitere Fotos \| Fotos hochladen |

## Quelle
- Liste der Kulturdenkmale in Schleswig-Holstein – Kreis Rendsburg-Eckernförde

- Karte mit allen Koordinaten:
- OSM |
- WikiMap